# Torre de Cala Pi

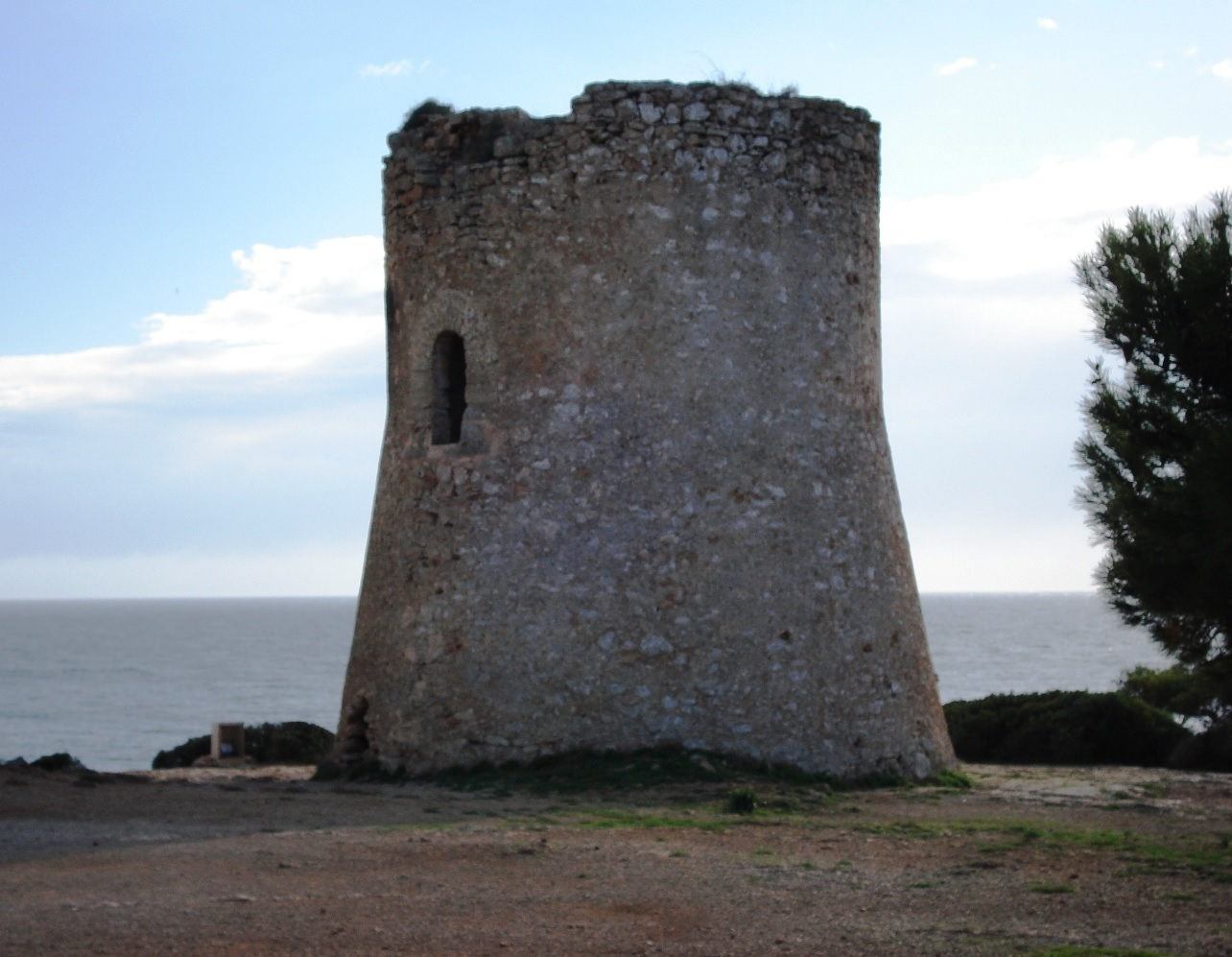
Der Torre de Cala Pi aus Nord

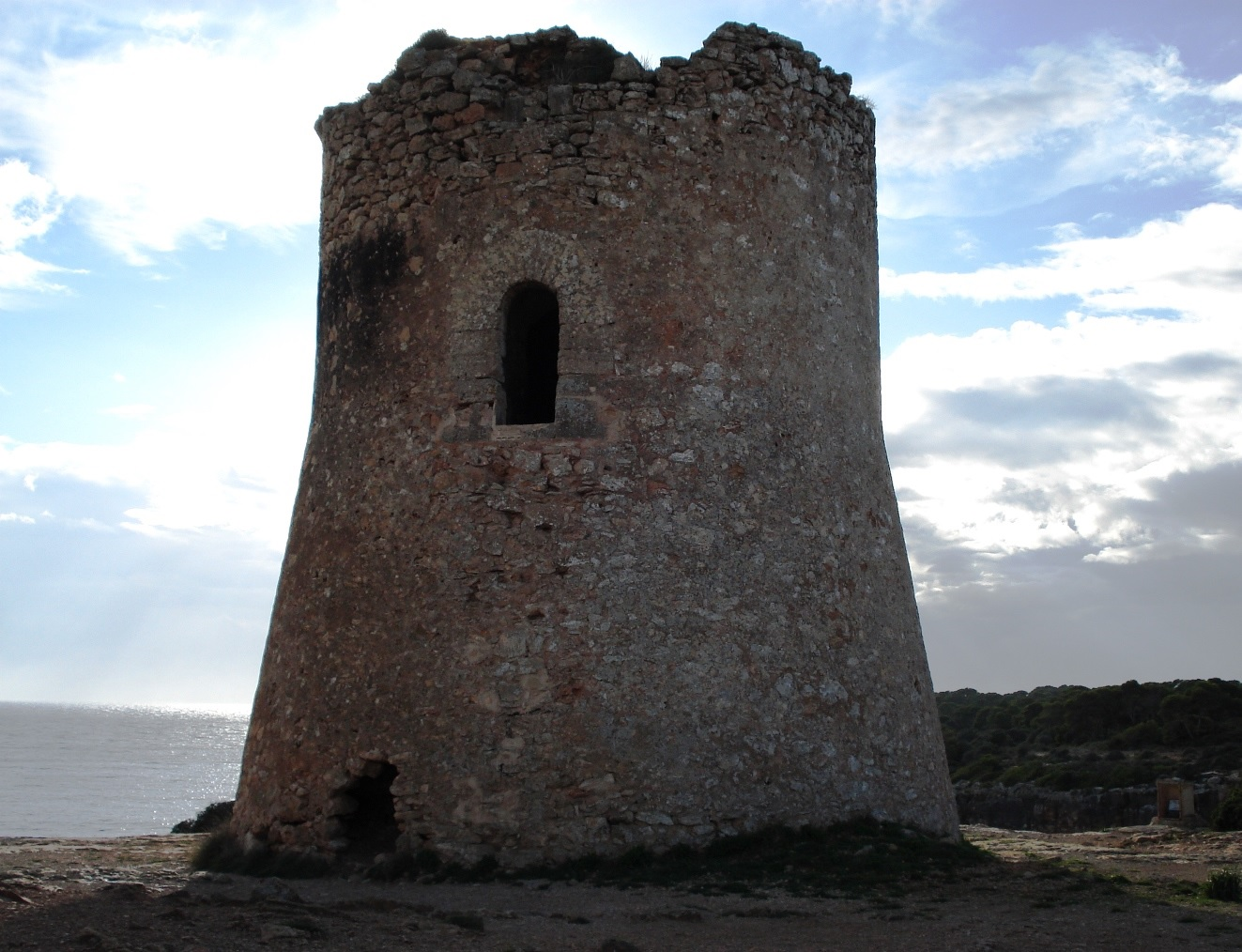
Der Torre de Cala Pi – mit dem in der Höhe gelegenen Eingang

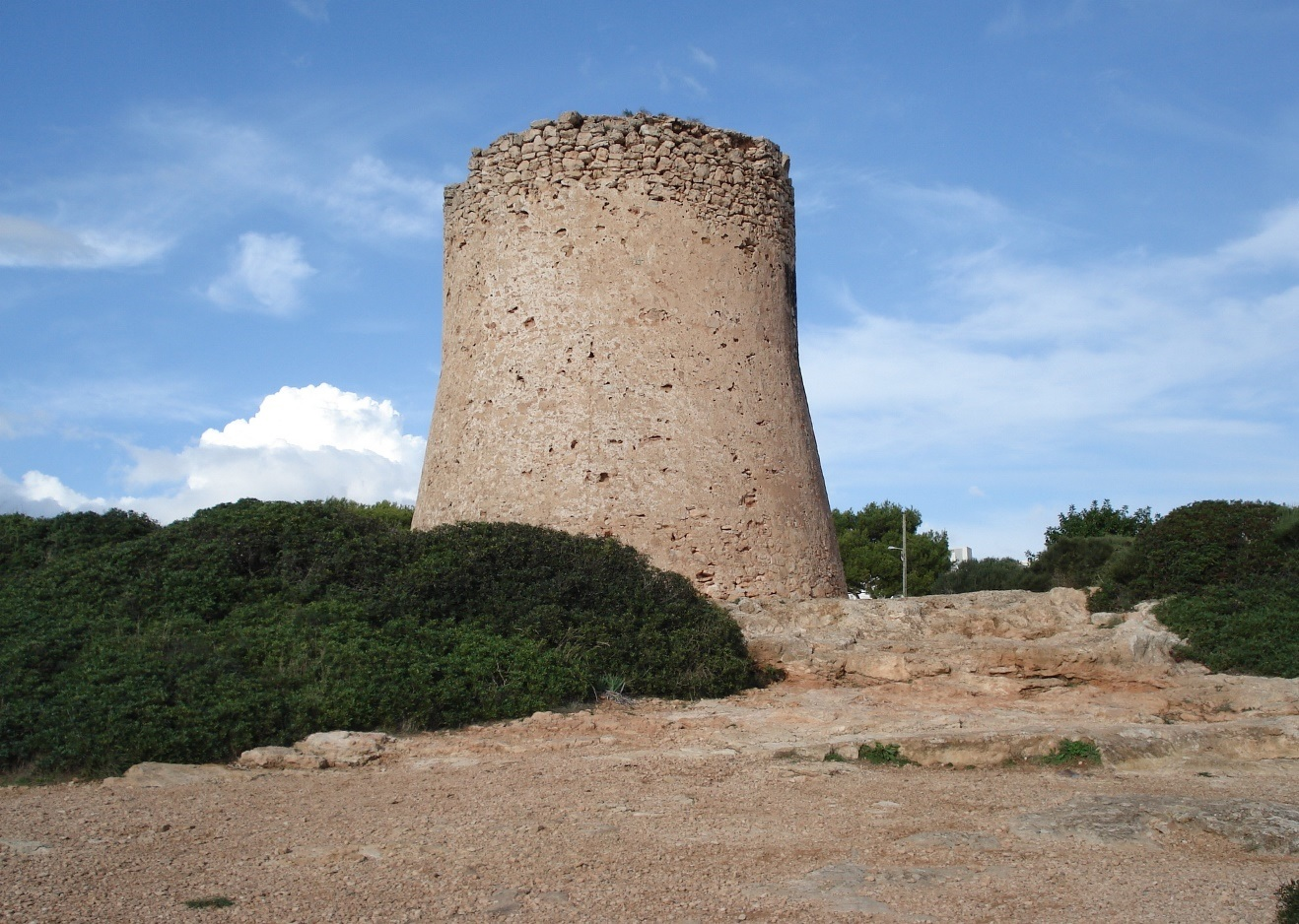
Der Torre de Cala Pi aus Südwest

Der Torre de Cala Pi ist ein alter Wachturm in der Gemeinde Llucmajor auf Mallorca.

## Lage
Der Turm steht an der Südwest-Küste der spanischen Insel Mallorca – an der Einfahrt zur (namensgebenden) Cala Pi. Er steht auf einem Plateau nahe der Kante einer Steilküste ca. 20 m über dem Mittelmeer – an der Punta de Cala Pi genannten Südspitze einer Landzunge.

## Nutzung
Der (heutige) Turm wurde 1659 als Wach- und Wehrturm errichtet, um diesen Küstenabschnitt (und die Zufahrt zur Cala Pi) zu überwachen, um Angriffe von Piraten zu melden, die Bewohner zu warnen und eine Verteidigung zu ermöglichen.
Der Turm wurde zuletzt 1970 renoviert und steht heute unter Denkmalschutz.

## Aufbau
Der Turm hat einen Durchmesser von zirka zehn Metern, der untere Bereich ist bis etwa zur halben Höhe leicht schräg (kegelstumpfförmig), ab dort senkrecht gemauert. Der Turm ist ca. 11 m hoch – auf etwa halber Höhe befindet sich (auf der geschützten nordöstlichen Landseite) der als Rundbogen gemauerte Eingang.
Im oberen Bereich befindet sich eine Plattform mit (nur noch in Teilen erhaltener) Brustwehr.
Der Turm wurde aus an seinem Standort vorkommenden gelben Kalkstein errichtet.
Auf Bodenhöhe befindet sich ein Schaden in der Außenmauer.